# ماورو دياز
ماورو دياز  (بالإسبانية: Mauro Díaz)‏ (مواليد 10 مارس 1991 في الأرجنتين) لاعب كرة قدم يجيد اللعب في خط الوسط . لعب سابقاً لصالح نادي شباب الأهلي.

## روابط خارجية
- ماورو دياز على موقع الدوري الأمريكي (الإنجليزية)
- ماورو دياز على موقع قاعدة بيانات كرة القدم.إي يو (الإنجليزية)
- ماورو دياز على موقع Soccerway.com (الإنجليزية)
- ماورو دياز على موقع كووورة